# Merlino (nome)
Merlino  è un nome proprio di persona italiano maschile.

## Varianti
- Femminili: Merlina[1]

### Varianti in altre lingue
- Bretone: Merzhin
- Bulgaro: Мерлин (Merlin)
- Catalano: Merlí[2]
- Ceco: Merlin
- Francese: Merlin
- Gallese: Myrddin[3][4], Myrddhin[2][5]
- Inglese: Merlin[3][4][5], Merlyn[3]
- Latino: Merlinus
- Polacco: Merlin
- Portoghese: Merlin
- Russo: Мерлин (Merlin)
- Spagnolo: Merlín[2], Merlino[2]
- Tedesco: Merlin
- Ucraino: Мерлін (Merlin)

## Origine e diffusione

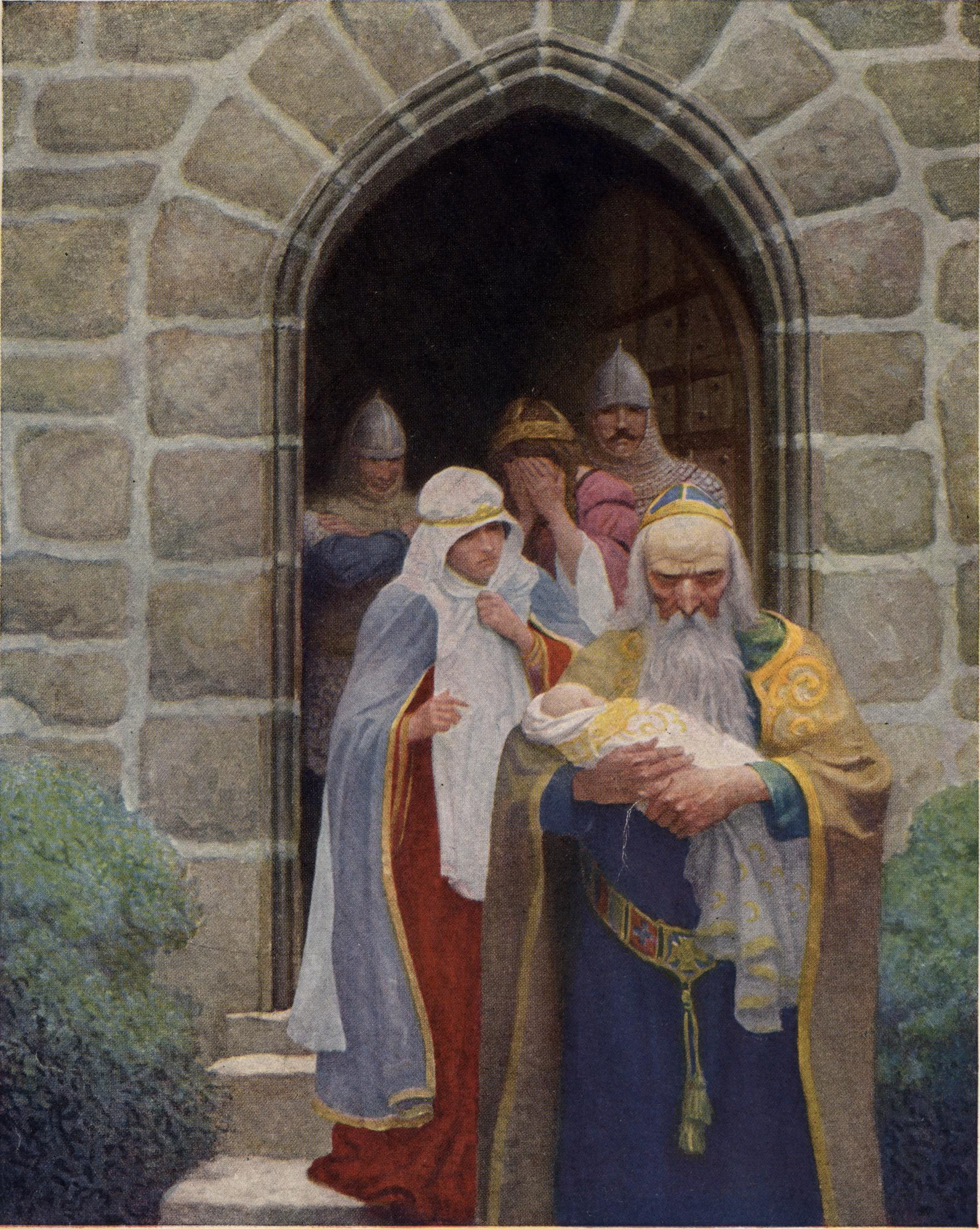
Merlino in un'illustrazione di Newell Convers Wyeth

Nome di scarsissima diffusione in italiano, ricordato principalmente per la figura del mago Merlino, un personaggio del ciclo bretone. Etimologicamente, deriva dal gallese Myrddin o Myrddhin, un nome attestato nella letteratura già almeno dal XIII secolo, composto dai termini celtici mori ("mare") e dunom ("collina"), col possibile significato complessivo di "della collina presso il mare" o "fortezza del mare".
La sostituzione della D nel nome con una L è opera di Goffredo di Monmouth (che creò il personaggio basandolo in parte su Myrddin Wyllt e in parte su Ambrosio Aureliano), che effettuò lo scambio probabilmente per evitare l'associazione con il termine francese merde ("merda", "escremento"). Va notato che la forma inglese Merlin coincide anche con il nome in tale lingua dello smeriglio.

## Onomastico
L'onomastico può essere festeggiato il 1º novembre, festa di Ognissanti, non essendovi santi con questo nome che è quindi adespota.

## Persone

### Variante Merlin
- Merlin Olsen, giocatore di football americano statunitense
- Merlin Surget, snowboarder francese
- Merlin Tandjigora, calciatore gabonese